# Sixty Six to Timbuktu
Sixty Six to Timbuktu es un álbum recopilatorio del cantante británico de rock Robert Plant, publicado por Atlantic Records para los Estados Unidos y por el sello Mercury para el mercado europeo. Se compone de dos discos; el primero recorre las principales canciones de su carrera solista, aunque se omite algunos de sus sencillos más exitosos como «Other Arms» y «Hurting Kind (I've Got My Eyes on You)», que lograron el puesto uno en la lista Mainstream de los Estados Unidos en su tiempo. Por su parte, el disco dos incluye algunas rarezas, grabaciones exclusivas y algunos demos grabados entre 1966 y 2003.

## Antecedentes
El segundo disco incluyó ciertas grabaciones realizadas a lo largo de su carrera hasta el año de su publicación, de las cuales algunas de ellas no se habían lanzado anteriormente. De ellas resaltaron «You'd Better Run» que fue grabada en 1966 mientras estaba en la banda Listen, mientras que «Our Song» es una versión en inglés de la canción italiana «La Musica è Finita» y que había sido lanzada en 1967 por CBS Records, siendo su primer sencillo como solista. Las siguientes canciones son versiones demos de los temas «Hey Joe» de Billy Roberts y «For What It's Worth» de Buffalo Springfield, que fueron registradas por la tercera alineación de Band of Joy. Por su parte, «Life Begin Again» es una colaboración con la banda de etno electrónica Afro Celt Sound System que fue grabada en 2001 para uno de sus discos, mientras que «Little Hands» fue registrada en 1999 para un álbum tributo al vocalista de Moby Grape, Skip Spence.

## Lista de canciones
| Disco uno |                          |                                                                               |          |  |
| N.º       | Título                   | Escritor(es)                                                                  | Duración |  |
| 1.        | «Tie Dye on the Highway» | Robert Plant, Chris Blackwell                                                 | 5:09     |  |
| 2.        | «Upside Down»            | David Barratt, Phil Johnstone                                                 | 4:10     |  |
| 3.        | «Promised Land»          | Plant, Johnstone                                                              | 4:59     |  |
| 4.        | «Tall Cool One»          | Plant, Johnstone                                                              | 4:37     |  |
| 5.        | «Dirt in a Hole»         | Plant, Justin Adams, John Baggot, Clive Dreamer, Charlie Jones, Porl Thompson | 4:44     |  |
| 6.        | «Calling to You»         | Plant, Blackwell                                                              | 5:49     |  |
| 7.        | «29 Palms»               | Plant, Blackwell, Johnstone, Jones, Doug Boyle                                | 4:51     |  |
| 8.        | «If I Were a Carpenter»  | Tim Hardin                                                                    | 3:47     |  |
| 9.        | «Sea of Love»            | Phillip Baptiste, George Khoury                                               | 3:04     |  |
| 10.       | «Darkness, Darkness»     | Jesse Colin Young                                                             | 5:03     |  |
| 11.       | «Big Log»                | Plant, Robbie Blunt, Jezz Woodroffe                                           | 5:03     |  |
| 12.       | «Ship of Fools»          | Plant, Johnstone                                                              | 4:58     |  |
| 13.       | «I Believe»              | Plant, Johnstone                                                              | 4:54     |  |
| 14.       | «Little by Little»       | Plant, Woodroffe                                                              | 4:41     |  |
| 15.       | «Heaven Knows»           | Barratt, Johnstone                                                            | 4:04     |  |
| 16.       | «Song to the Siren»      | Larry Beckett, Tim Buckley                                                    | 4:06     |  |

| Disco dos |                                      |                                                                         |          |  |
| N.º       | Título                               | Escritor(es)                                                            | Duración |  |
| 1.        | «You'd Better Run»                   | Eddie Brigati, Felix Cavaliere                                          | 2:29     |  |
| 2.        | «Our Song»                           | Umberto Bindi, Franco Califano, Nisa, Anthony Ralph Clarke              | 2:31     |  |
| 3.        | «Hey Joe» (versión demo)             | Billy Roberts                                                           | 4:58     |  |
| 4.        | «For What It's Worth» (versión demo) | Stephen Stills                                                          | 3:30     |  |
| 5.        | «Operator»                           | Plant, Alexis Korner, Steve Miller                                      | 4:36     |  |
| 6.        | «Road to the Sun»                    | Plant, Woodroffe, Blunt, Paul Martinez, Barriemore Barlow, Phil Collins | 5:35     |  |
| 7.        | «Philadelphia Baby»                  | Charlie Rich                                                            | 2:13     |  |
| 8.        | «Red for Danger»                     | Robin George                                                            | 3:38     |  |
| 9.        | «Let's Have a Party»                 | Jessie Mae Robinson                                                     | 3:40     |  |
| 10.       | «Hey Jane»                           | Plant, Jones                                                            | 5:23     |  |
| 11.       | «Louie Louie»                        | Richard Berry                                                           | 2:53     |  |
| 12.       | «Naked If I Want To»                 | Jerry Miller                                                            | 0:46     |  |
| 13.       | «21 Years»                           | Plant, Rainer Ptacek                                                    | 3:30     |  |
| 14.       | «If It's Really Got to Be this Way»  | Arthur Alexander, Gary Nicholson, Donnie Fritts                         | 3:59     |  |
| 15.       | «Rude World»                         | Ptacek                                                                  | 3:45     |  |
| 16.       | «Little Hands»                       | Skip Spence                                                             | 4:19     |  |
| 17.       | «Life Begin Again»                   | Simon Emmerson, Iarla Ó Lionáird, Mass, James McNally, Martin Russell   | 6:19     |  |
| 18.       | «Let the Boogie Woogie Roll»         | Ahmet Ertegün, Jerry Wexler                                             | 2:36     |  |
| 19.       | «Win My Train Fare Home» (en vivo)   | Plant, Adams, Baggot, Dreamer, Jones, Thompson                          | 6:15     |  |

## Posicionamiento en listas musicales
| País           | Lista (2003)              | Posición |
| -------------- | ------------------------- | -------- |
| Escocia        | Scottish Albums Chart     | 34       |
| Estados Unidos | Billboard 200             | 134      |
| Reino Unido    | UK Albums Chart           | 27       |
| Reino Unido    | Rock & Metal Albums Chart | 5        |

## Certificaciones discográficas
| País        | Organismo certificador | Certificación | Ventas certificadas | Ref.  |
| ----------- | ---------------------- | ------------- | ------------------- | ----- |
| Reino Unido | BPI                    | Plata         | 60 000              | [ 5 ] |